# Georg Plock
Georg Plock (1865 - 1930) fue un párroco protestante alemán. Fue un importante activista dentro del primer movimiento homosexual como secretario general del Comité Científico-Humanitario.

## Vida
Plock estudió teología evangélica. Tras su estudio, Plock trabajó como párroco.
Como consecuencia de un escándalo amoroso con un hombre, Plock fue detenido y condenado a una pena de cárcel. Tras su paso por la cárcel, el teólogo liberal Friedrich Naumann pidió a Magnus Hirschfeld que «cuidase» de Plock.
Plock trabajó en Berlín para el Comité Científico-Humanitario, siendo su secretario general de 1919 a 1923 y colaborando con el médico Ernst Burchard y el barón Hermann von Teschenberg. Posteriormente, a partir de 1923, fue responsable de al redacción de la revista gay Die Freundschaft.